# Blue Ridge, Alabama
Blue Ridge är en ort i Elmore County i delstaten Alabama, USA.